# Championnats d'Europe de gymnastique artistique 2013
Navigation
Édition précédente Édition suivante
Les  5es Championnats d'Europe individuels de gymnastique artistique masculine et féminine se sont déroulés à Moscou, en Russie, du 17 au 21 avril 2013.

## Podiums
| Épreuves                                        | Or                                                     | Argent                                              | Bronze                                       |
| ----------------------------------------------- | ------------------------------------------------------ | --------------------------------------------------- | -------------------------------------------- |
| Hommes                                          |                                                        |                                                     |                                              |
| Concours général individuel résultats détaillés | David Belyavskiy Russie                                | Max Whitlock Grande-Bretagne                        | Oleh Vernyayev Ukraine                       |
| Sol résultats détaillés                         | Max Whitlock Grande-Bretagne Alexander Shatilov Israël | Non attribuée                                       | Andrea Cingolani Italie                      |
| Cheval d'arçons résultats détaillés             | Daniel Keatings Grande-Bretagne                        | Krisztián Berki Hongrie                             | Max Whitlock Grande-Bretagne                 |
| Anneaux résultats détaillés                     | Samir Aït Saïd France Ihor Radivilov Ukraine           | Non attribuée                                       | Danny Rodrigues France Matteo Morandi Italie |
| Saut de cheval résultats détaillés              | Denis Ablyazin Russie                                  | Flavius Koczi Roumanie                              | Artur Davtyan Arménie                        |
| Barres parallèles résultats détaillés           | Oleh Stepko Ukraine                                    | Lucas Fischer Suisse                                | David Belyavskiy Russie                      |
| Barre fixe résultats détaillés                  | Emin Garibov Russie                                    | Sam Oldham Grande-Bretagne                          | Aliaksandr Tsarevich Biélorussie             |
| Femmes                                          |                                                        |                                                     |                                              |
| Concours général individuel résultats détaillés | Aliya Mustafina Russie                                 | Larisa Iordache Roumanie                            | Anastasia Grishina Russie                    |
| Saut de cheval résultats détaillés              | Giulia Steingruber Suisse                              | Larisa Iordache Roumanie Noel Van Klaveren Pays-Bas | Non attribuée                                |
| Barres asymétriques résultats détaillés         | Aliya Mustafina Russie                                 | Jonna Adlerteg Suède                                | Maria Paseka Russie                          |
| Poutre résultats détaillés                      | Larisa Iordache Roumanie                               | Diana Bulimar Roumanie                              | Anastasia Grishina Russie                    |
| Sol résultats détaillés                         | Ksenia Afanasieva Russie                               | Larisa Iordache Roumanie                            | Diana Bulimar Roumanie                       |

## Résultats détaillés

### Hommes

#### Concours général individuel
| Rang               | Gymnaste             | Pays        | Sol    | Cheval d'arçon | Anneaux | Saut   | Barres parallèles | Barre fixe | Total  |
| ------------------ | -------------------- | ----------- | ------ | -------------- | ------- | ------ | ----------------- | ---------- | ------ |
| Médaille d'or      | David Belyavskiy     | Russie      | 15.266 | 14.900         | 14.633  | 15.400 | 15.000            | 14.600     | 89.799 |
| Médaille d'argent  | Max Whitlock         | Royaume-Uni | 15.500 | 15.366         | 14.208  | 14.433 | 14.966            | 14.633     | 89.106 |
| Médaille de bronze | Oleh Vernyayev       | Ukraine     | 14.333 | 14.066         | 14.733  | 15.500 | 15.666            | 14.100     | 88.393 |
| 4                  | Oleh Stepko          | Ukraine     | 14.733 | 14.900         | 14.666  | 13.966 | 15.433            | 14.400     | 88.098 |
| 5                  | Daniel Purvis        | Royaume-Uni | 14.400 | 14.200         | 14.533  | 14.800 | 14.466            | 14.333     | 86.732 |
| 6                  | Fabián González      | Espagne     | 14.800 | 14.200         | 13.833  | 14.966 | 14.300            | 14.400     | 86.499 |
| 7                  | Andreas Toba         | Allemagne   | 13.966 | 13.733         | 14.400  | 15.033 | 13.533            | 14.766     | 85.431 |
| 8                  | Artur Davtyan        | Arménie     | 14.066 | 13.700         | 14.466  | 15.000 | 14.000            | 13.800     | 85.032 |
| 9                  | Claudio Capelli      | Suisse      | 14.100 | 13.833         | 13.566  | 14.866 | 14.433            | 14.133     | 84.931 |
| 10                 | Nikita Ignatyev      | Russie      | 14.900 | 13.600         | 14.633  | 13.666 | 15.083            | 12.866     | 84.748 |
| 11                 | Guillaume Augugliaro | France      | 13.333 | 13.600         | 14.633  | 14.266 | 14.383            | 14.433     | 84.348 |
| 12                 | Arnaud Willig        | France      | 14.466 | 13.000         | 14.333  | 14.300 | 14.391            | 13.666     | 84.156 |
| 13                 | Ludovico Edalli      | Italie      | 13.933 | 14.000         | 13.833  | 14.100 | 14.000            | 14.000     | 83.866 |
| 14                 | Daan Kenis           | Belgique    | 14.033 | 13.533         | 13.100  | 14.533 | 13.966            | 14.100     | 83.265 |
| 15                 | Cristian Bataga      | Roumanie    | 14.333 | 12.966         | 14.200  | 14.433 | 12.500            | 13.600     | 82.032 |
| 16                 | Rubén López          | Espagne     | 14.300 | 11.733         | 14.233  | 13.666 | 13.900            | 13.866     | 81.698 |
| 17                 | Paolo Principi       | Italie      | 14.700 | 13.525         | 13.000  | 15.525 | 14.150            | 13.825     | 84.725 |
| 18                 | Dmitry Barkalov      | Biélorussie | 13.308 | 11.266         | 13.733  | 14.400 | 14.208            | 14.466     | 81.381 |
| 19                 | Serob Soghomonyan    | Arménie     | 13.766 | 13.066         | 12.366  | 13.566 | 13.866            | 13.966     | 80.596 |
| 20                 | Bence Talas          | Hongrie     | 13.333 | 13.600         | 13.966  | 13.933 | 11.766            | 13.933     | 80.531 |
| 21                 | Jimmy Verbaeys       | Belgique    | 14.066 | 13.033         | 13.466  | 13.900 | 11.800            | 14.066     | 80.331 |
| 22                 | Attila Racz          | Hongrie     | 13.400 | 11.633         | 14.200  | 13.000 | 13.966            | 13.900     | 80.099 |
| 23                 | Ferhat Arıcan        | Turquie     | 12.666 | 13.933         | 13.300  | 14.366 | 12.533            | 13.200     | 79.998 |
| 24                 | Michel Bletterman    | Pays-Bas    | 13.533 | 13.933         | 13.583  | 13.900 | 11.133            | 13.300     | 79.382 |

#### Sol
| Rang               | Gymnaste           | Pays        | Score D | Score E | Pén. | Total  |
| ------------------ | ------------------ | ----------- | ------- | ------- | ---- | ------ |
| Médaille d'or      | Max Whitlock       | Royaume-Uni | 6.6     | 8.833   | 0.1  | 15.333 |
| Médaille d'or      | Alexander Shatilov | Israël      | 6.4     | 8.933   |      | 15.333 |
| Médaille de bronze | Andrea Cingolani   | Italie      | 6.2     | 8.700   |      | 14.900 |
| 4                  | Flavius Koczi      | Roumanie    | 7.0     | 7.666   |      | 14.666 |
| 5                  | Sam Oldham         | Royaume-Uni | 6.3     | 8.200   | 0.1  | 14.400 |
| 5                  | David Belyavskiy   | Russie      | 6.3     | 8.200   | 0.1  | 14.400 |
| 7                  | Matthias Fahrig    | Allemagne   | 6.3     | 7.433   |      | 13.733 |
| 8                  | Jeffrey Wammes     | Pays-Bas    | 6.5     | 7.466   | 0.3  | 13.666 |

#### Cheval d'arçons
| Rang               | Gymnaste            | Pays        | Score D | Score E | Pén. | Total  |
| ------------------ | ------------------- | ----------- | ------- | ------- | ---- | ------ |
| Médaille d'or      | Daniel Keatings     | Royaume-Uni | 6.7     | 8.900   |      | 15.600 |
| Médaille d'argent  | Krisztian Berki     | Hongrie     | 6.7     | 8.833   |      | 15.533 |
| Médaille de bronze | Max Whitlock        | Royaume-Uni | 6.7     | 8.800   |      | 15.500 |
| 4                  | Alberto Busnari     | Italie      | 6.7     | 8.733   |      | 15.433 |
| 5                  | Harutyum Merdinyan  | Arménie     | 6.4     | 8.966   |      | 15.366 |
| 6                  | Donna-Donny Truyens | Belgique    | 6.6     | 8.533   |      | 15.133 |
| 7                  | Sašo Bertoncelj     | Slovénie    | 6.5     | 8.500   |      | 15.000 |
| 8                  | Filip Ude           | Croatie     | 6.2     | 8.066   |      | 14.266 |

#### Anneaux
| Rang               | Gymnaste                 | Pays      | Score D | Score E | Pén. | Total  |
| ------------------ | ------------------------ | --------- | ------- | ------- | ---- | ------ |
| Médaille d'or      | Samir Aït Saïd           | France    | 6.8     | 8.666   |      | 15.466 |
| Médaille d'or      | Ihor Radivilov           | Ukraine   | 6.7     | 8.766   |      | 15.466 |
| Médaille de bronze | Danny Pinheiro-Rodrigues | France    | 6.7     | 8.733   |      | 15.433 |
| Médaille de bronze | Matteo Morandi           | Italie    | 6.7     | 8.733   |      | 15.433 |
| 5                  | Elefthérios Petroúnias   | Grèce     | 7.0     | 8.400   |      | 15.400 |
| 5                  | Denis Ablyazin           | Russie    | 6.7     | 8.700   |      | 15.400 |
| 7                  | Yuri van Gelder          | Pays-Bas  | 6.8     | 8.566   |      | 15.366 |
| 8                  | Marcel Nguyen            | Allemagne | 6.3     | 8.833   |      | 15.133 |

#### Saut de cheval
| Rang               | Gymnaste        | Pays      | Score D | Score E | Pén.   | Score 1 | Score D | Score E | Pén.   | Score 2 | Total  |
| ------------------ | --------------- | --------- | ------- | ------- | ------ | ------- | ------- | ------- | ------ | ------- | ------ |
| Médaille d'or      | Denis Ablyazin  | Russie    | 6.0     | 9.433   |        | 15.433  | 6.2     | 9.183   |        | 15.383  | 15.408 |
| Médaille d'argent  | Flavius Koczi   | Roumanie  | 6.0     | 9.158   |        | 15.158  | 5.6     | 9.016   |        | 14.616  | 14.887 |
| Médaille de bronze | Artur Davtyan   | Arménie   | 6.0     | 9.366   | 0.1    | 15.266  | 5.2     | 9.266   |        | 14.466  | 14.866 |
| 4                  | Petrus Laulumaa | Finlande  | 5.6     | 9.466   |        | 15.066  | 5.2     | 9.333   |        | 14.533  | 14.799 |
| 5                  | Ihor Radivilov  | Ukraine   | 6.0     | 9.391   |        | 15.391  | 6.0     | 8.066   | 0.1    | 13.966  | 14.678 |
| 6                  | Oleh Vernyayev  | Ukraine   | 6.0     | 9.466   |        | 15.466  | 6.0     | 8.166   | 0.3    | 13.866  | 14.666 |
| 7                  | Jeffrey Wammes  | Pays-Bas  | 5.6     | 9.200   |        | 14.800  | 5.8     | 8.066   |        | 13.866  | 14.333 |
| 8                  | Matthias Fahrig | Allemagne | 6.0     | 8.166   |        | 14.166  | 5.6     | 8.233   | 0.3    | 13.533  | 13.849 |
| Rang               | Gymnaste        | Pays      | Saut 1  | Saut 1  | Saut 1 | Saut 1  | Saut 2  | Saut 2  | Saut 2 | Saut 2  | Total  |

#### Barres parallèles
| Rang               | Gymnaste              | Pays      | Score D | Score E | Pén. | Total  |
| ------------------ | --------------------- | --------- | ------- | ------- | ---- | ------ |
| Médaille d'or      | Oleh Stepko           | Ukraine   | 6.6     | 9.166   |      | 15.766 |
| Médaille d'argent  | Lucas Fischer         | Suisse    | 6.5     | 9.133   |      | 15.633 |
| Médaille de bronze | David Belyavskiy      | Russie    | 6.4     | 9.133   |      | 15.533 |
| 4                  | Marcel Nguyen         | Allemagne | 6.8     | 8.700   |      | 15.500 |
| 5                  | Oleh Vernyayev        | Ukraine   | 6.5     | 8.833   |      | 15.333 |
| 6                  | Emin Garibov          | Russie    | 6.2     | 8.000   |      | 14.200 |
| 7                  | Andrei Vasile Muntean | Roumanie  | 6.0     | 7.866   |      | 13.866 |
| 8                  | Pascal Bucher         | Suisse    | 5.7     | 7.866   |      | 13.566 |

#### Barre fixe
| Rang               | Gymnaste            | Pays        | Score D | Score E | Pén. | Total  |
| ------------------ | ------------------- | ----------- | ------- | ------- | ---- | ------ |
| Médaille d'or      | Emin Garibov        | Russie      | 7.0     | 8.433   |      | 15.433 |
| Médaille d'argent  | Sam Oldham          | Royaume-Uni | 6.5     | 8.633   |      | 15.133 |
| Médaille de bronze | Aleksandr Tsarevich | Biélorussie | 6.5     | 8.333   |      | 14.833 |
| 4                  | Alexander Shatilov  | Israël      | 6.5     | 8.233   |      | 14.733 |
| 5                  | Andryey Likhavitski | Biélorussie | 6.0     | 8.466   |      | 15.333 |
| 6                  | Fabian Hambüchen    | Allemagne   | 6.4     | 7.566   |      | 13.966 |
| 7                  | Marijo Možnik       | Croatie     | 6.4     | 7.533   |      | 13.933 |
| 8                  | Ashley Watson       | Royaume-Uni | 5.8     | 7.033   |      | 12.833 |

### Femmes

#### Concours général individuel
| Rang               | Gymnaste            | Pays        | Saut   | Barres asymétriques | Poutre | Sol    | Total  |
| ------------------ | ------------------- | ----------- | ------ | ------------------- | ------ | ------ | ------ |
| Médaille d'or      | Aliya Mustafina     | Russie      | 15.033 | 15.133              | 14.400 | 14.466 | 59.032 |
| Médaille d'argent  | Larisa Iordache     | Roumanie    | 14.900 | 13.833              | 14.833 | 14.866 | 58.432 |
| Médaille de bronze | Anastasia Grishina  | Russie      | 14.900 | 15.033              | 14.133 | 13.866 | 57.932 |
| 4                  | Diana Bulimar       | Roumanie    | 14.766 | 13.666              | 14.400 | 14.233 | 57.065 |
| 4                  | Giulia Steingruber  | Suisse      | 15.066 | 13.800              | 14.366 | 13.833 | 57.065 |
| 6                  | Roxana Popa         | Espagne     | 14.633 | 14.300              | 13.133 | 13.633 | 55.699 |
| 7                  | Elisa Meneghini     | Italie      | 13.866 | 13.633              | 14.000 | 13.700 | 55.199 |
| 8                  | Ruby Harrold        | Royaume-Uni | 13.900 | 14.033              | 13.300 | 13.400 | 54.633 |
| 9                  | María Vargas        | Espagne     | 13.833 | 13.900              | 13.400 | 13.200 | 54.333 |
| 10                 | Ida Gustasson       | Suède       | 13.833 | 13.966              | 13.233 | 13.100 | 54.132 |
| 11                 | Noemi Makra         | Hongrie     | 13.833 | 13.466              | 13.700 | 12.966 | 53.965 |
| 11                 | Giorgia Campana     | Italie      | 13.900 | 13.933              | 13.166 | 12.966 | 53.965 |
| 13                 | Ilaria Kaslin       | Suisse      | 13.733 | 13.166              | 13.933 | 12.800 | 53.632 |
| 14                 | Lisa Katharina Hill | Allemagne   | 13.766 | 14.366              | 11.966 | 13.300 | 53.398 |
| 15                 | Ana Filipa Martins  | Portugal    | 13.233 | 13.300              | 12.800 | 13.000 | 52.333 |
| 16                 | Noel van Klaveren   | Pays-Bas    | 14.366 | 11.733              | 12.366 | 13.333 | 51.798 |
| 17                 | Olena Vasylieva     | Ukraine     | 13.300 | 12.766              | 13.266 | 12.000 | 51.332 |
| 18                 | Charlie Fellows     | Royaume-Uni | 13.633 | 13.200              | 12.100 | 12.266 | 51.199 |
| 19                 | Lisa Ecker          | Autriche    | 13.766 | 12.500              | 12.400 | 12.525 | 51.191 |
| 20                 | Jana Sikulova       | Tchéquie    | 13.533 | 13.633              | 11.266 | 12.500 | 50.932 |
| 21                 | Cagla Akyol         | Allemagne   | 13.600 | 11.733              | 12.500 | 12.533 | 50.366 |
| 22                 | Dorina Boczogo      | Hongrie     | 13.600 | 11.600              | 11.700 | 13.300 | 50.200 |
| 23                 | Elisa Hammerle      | Autriche    | 13.933 | 12.366              | 11.033 | 12.600 | 49.932 |
| 24                 | Angelina Kysla      | Ukraine     | 0.000  | 13.400              | 11.466 | 13.133 | 37.999 |

#### Saut de cheval
| Rang              | Gymnaste           | Pays     | Score D | Score E | Pén.   | Score 1 | Score D | Score E | Pén.   | Score 2 | Total  |
| ----------------- | ------------------ | -------- | ------- | ------- | ------ | ------- | ------- | ------- | ------ | ------- | ------ |
| Médaille d'or     | Giulia Steingruber | Suisse   | 6.2     | 9.100   |        | 15.300  | 5.2     | 9.000   |        | 14.200  | 14.750 |
| Médaille d'argent | Noel van Klaveren  | Pays-Bas | 5.8     | 9.100   |        | 14.900  | 5.2     | 8.833   |        | 14.033  | 14.466 |
| Médaille d'argent | Larisa Iordache    | Roumanie | 5.8     | 9.100   |        | 14.900  | 5.2     | 8.833   |        | 14.033  | 14.466 |
| 4                 | Ofir Nezer         | Israël   | 5.3     | 8.900   |        | 14.200  | 5.2     | 8.933   |        | 14.133  | 14.166 |
| 4                 | Teja Belak         | Slovénie | 5.3     | 8.900   |        | 14.200  | 5.3     | 8.833   |        | 14.133  | 14.166 |
| 6                 | Chantysha Netteb   | Pays-Bas | 5.3     | 7.766   | 0.1    | 12.966  | 5.2     | 8.800   |        | 14.100  | 13.533 |
| 7                 | Maria Paseka       | Russie   | 6.3     | 7.766   | 0.1    | 13.966  | 5.6     | 7.533   | 0.1    | 13.033  | 13.499 |
| 8                 | Tijana Tkalcec     | Croatie  | 5.3     | 7.566   |        | 12.866  | 5.3     | 8.200   |        | 13.500  | 13.183 |
| Rang              | Gymnaste           | Pays     | Saut 1  | Saut 1  | Saut 1 | Saut 1  | Saut 2  | Saut 2  | Saut 2 | Saut 2  | Total  |

#### Barres asymétriques
| Rang               | Gymnaste        | Pays        | Score D | Score E | Pén. | Total  |
| ------------------ | --------------- | ----------- | ------- | ------- | ---- | ------ |
| Médaille d'or      | Aliya Mustafina | Russie      | 6.3     | 9.000   |      | 15.300 |
| Médaille d'argent  | Jonna Adlerteg  | Suède       | 6.0     | 8.633   |      | 14.633 |
| Médaille de bronze | Maria Paseka    | Russie      | 5.8     | 8.600   |      | 14.400 |
| 4                  | Sophie Scheder  | Allemagne   | 6.0     | 8.366   |      | 14.366 |
| 5                  | Giorgia Campana | Italie      | 5.6     | 8.466   |      | 14.066 |
| 6                  | Ida Gustafsson  | Suède       | 5.8     | 7.366   |      | 13.166 |
| 7                  | Rebecca Downie  | Royaume-Uni | 5.9     | 7.100   |      | 13.000 |
| 8                  | Ruby Harrold    | Royaume-Uni | 5.8     | 7.100   |      | 12.900 |

#### Poutre
| Rang               | Gymnaste                     | Pays        | Score D | Score E | Pén. | Total  |
| ------------------ | ---------------------------- | ----------- | ------- | ------- | ---- | ------ |
| Médaille d'or      | Larisa Iordache              | Roumanie    | 6.4     | 8.866   |      | 15.266 |
| Médaille d'argent  | Diana Bulimar                | Roumanie    | 6.0     | 8.833   |      | 14.833 |
| Médaille de bronze | Anastasia Grishina           | Russie      | 5.6     | 8.766   |      | 14.366 |
| 4                  | Carlotta Ferlito             | Italie      | 5.8     | 8.266   |      | 14.066 |
| 5                  | Katarzyna Jurkowska-Kowalska | Pologne     | 5.5     | 8.366   |      | 13.866 |
| 6                  | Ruby Harrold                 | Royaume-Uni | 5.1     | 8.533   |      | 13.633 |
| 7                  | Elisa Meneghini              | Italie      | 5.7     | 7.433   |      | 13.133 |
| 8                  | Olena Vasylieva              | Ukraine     | 4.1     | 5.833   |      | 9.933  |

#### Sol
| Rang               | Gymnaste           | Pays     | Score D | Score E | Pén. | Total  |
| ------------------ | ------------------ | -------- | ------- | ------- | ---- | ------ |
| Médaille d'or      | Ksenia Afanasyeva  | Russie   | 6.3     | 8.866   |      | 15.166 |
| Médaille d'argent  | Larisa Iordache    | Roumanie | 6.1     | 8.633   |      | 14.733 |
| Médaille de bronze | Diana Bulimar      | Roumanie | 5.8     | 8.733   |      | 14.533 |
| 4                  | Anastasia Grishina | Russie   | 5.8     | 8.433   |      | 14.233 |
| 5                  | Carlotta Ferlito   | Italie   | 5.6     | 8.616   |      | 14.216 |
| 6                  | Giulia Steingruber | Suisse   | 6.0     | 8.300   | 0.2  | 14.100 |
| 7                  | Roxana Popa        | Espagne  | 5.7     | 8.200   |      | 13.900 |
| 8                  | Kristina Sankova   | Ukraine  | 5.7     | 7.166   |      | 12.866 |

## Tableaux des médailles
| Rang  | Nation          | Or | Argent | Bronze | Total |
| ----- | --------------- | -- | ------ | ------ | ----- |
| 1     | Russie          | 3  | 0      | 1      | 4     |
| 2     | Grande-Bretagne | 2  | 2      | 1      | 5     |
| 3     | Ukraine         | 2  | 0      | 1      | 3     |
| 4     | France          | 1  | 0      | 1      | 2     |
| 5     | Israël          | 1  | 0      | 0      | 1     |
| 6     | Hongrie         | 0  | 1      | 0      | 1     |
| 6     | Roumanie        | 0  | 1      | 0      | 1     |
| 6     | Suisse          | 0  | 1      | 0      | 1     |
| 9     | Italie          | 0  | 0      | 2      | 2     |
| 10    | Arménie         | 0  | 0      | 1      | 1     |
| 10    | Biélorussie     | 0  | 0      | 1      | 1     |
| TOTAL | TOTAL           | 9  | 5      | 8      | 22    |

| Rang  | Nation   | Or | Argent | Bronze | Total |
| ----- | -------- | -- | ------ | ------ | ----- |
| 1     | Russie   | 3  | 0      | 3      | 6     |
| 2     | Roumanie | 1  | 4      | 1      | 6     |
| 3     | Suisse   | 1  | 0      | 0      | 1     |
| 4     | Pays-Bas | 0  | 1      | 0      | 1     |
| 4     | Suède    | 0  | 1      | 0      | 1     |
| TOTAL | TOTAL    | 5  | 6      | 4      | 15    |

### Confondu
| Rang  | Nation          | Or | Argent | Bronze | Total |
| ----- | --------------- | -- | ------ | ------ | ----- |
| 1     | Russie          | 6  | 0      | 4      | 10    |
| 2     | Grande-Bretagne | 2  | 2      | 1      | 5     |
| 3     | Ukraine         | 2  | 0      | 1      | 3     |
| 4     | Roumanie        | 1  | 5      | 1      | 7     |
| 5     | Suisse          | 1  | 1      | 0      | 2     |
| 6     | France          | 1  | 0      | 1      | 2     |
| 7     | Israël          | 1  | 0      | 0      | 1     |
| 8     | Hongrie         | 0  | 1      | 0      | 1     |
| 8     | Pays-Bas        | 0  | 1      | 0      | 1     |
| 8     | Suède           | 0  | 1      | 0      | 1     |
| 11    | Italie          | 0  | 0      | 2      | 2     |
| 12    | Arménie         | 0  | 0      | 1      | 1     |
| 12    | Biélorussie     | 0  | 0      | 1      | 1     |
| TOTAL | TOTAL           | 14 | 11     | 12     | 37    |